# مكتبة واسيدا

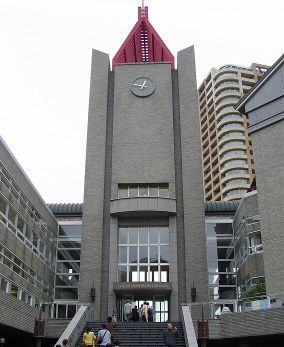
برج الساعة

تعد مكتبات أو مكتبة جامعة واسيدا (باليابانية: 早 稲 田 大学 図 書館 ؛ Waseda Daigaku Toshokan ) مجتمعة واحدة من أكبر المكتبات في اليابان. تأسست عام 1882 ،  و 46000 مسلسل.

## نبذة
تأسست مكتبة جامعة واسيدا (早 稲 田 大学 図 書館 ؛ واسيدا دايغاكو توشوكان ) في الأصل في وقت تأسيس الجامعة في عام 1882 (كانت تسمى في ذلك الوقت 東京 専 門 学校 ؛ طوكيو سينمون جاكو ). تم افتتاح مبنى المكتبة المركزية الحالي في عام 1991 ، احتفالاً بالذكرى المئوية للجامعة. تضم الجامعة مجتمعة 29 مكتبة: المكتبة المركزية ، وأربع مكتبات جامعية ، ومكتبات مدرسية أو غرف قراءة للطلاب ، ملحقة بكل مدرسة ومعهد. يقال إن هذه المكتبات تحتوي على 5.6 مليون كتاب.
تمتلك مكتبة جامعة واسيدا أيضًا مجموعة فريدة نجت من قصف طوكيو في الحرب العالمية الثانية على عكس العديد من نظيراتها. أنها تمتلك بعض العناصر التي لا تملكها حتى مكتبة النظام الغذائي الوطنية . وبسبب هذا ، فإن مجموعته تعد مصدرًا جدا مهمًا في دراسة تاريخ وأدب اليابان قبل الحرب.

## الفروع
تنقسم المكتبة إلى مكتبة مركزية وأربع مكتبات فرعية رئيسية ، بما في ذلك واحدة في كل حرم جامعي. هذه المكتبات الفرعية هي مكتبة أبحاث اس . تاكاتا التذكارية (مع وصول محدود للطلاب) ، ومكتبة العلوم والهندسة ، ومكتبة Toyama ، ومكتبة Tokorozawa. بالإضافة إلى ذلك ، هناك عدد من مكتبات الأقسام والمعاهد الخاصة مدمجة في نظام المكتبات.

## المجموعات
تمتلك مكتبة جامعة واسيدا عددًا كبيرًا من المواد ذات القيمة الثقافية البارزة. إلى جانب العنصرين المصنفين على أنهما كنوز وطنية وخمس مجموعات (187 عنصرًا) كأصول ثقافية مهمة ، هناك مخطوطات ، وكتب نادرة ، وفن الخط ، وقصائد مكتوبة بخط اليد ، ومواد أرشيفية متعلقة بالتاريخ الياباني ، والعديد من المجموعات الخاصة التي سميت على اسامي المتبرعين بها ، من بين الآخرين. نظرًا لندرتها ، يكون الوصول إلى هذه المواد محدودًا عادةً ، باستثناء المعارض الخاصة.
من بين المجموعات الفريدة العديدة لمكتبات جامعة واسيدا ما يلي:
- الأعمال الأدبية من أسرة تشينغ في الصين ، والتي جمعها كاتب الشعر الصيني ، نوغوتشي إيتشيتارو ( الاسم المستعار: نيساي ، 1867-1905) ؛
- تاريخ سلالة مينج ، تبرع به شيمومورا ماساتارو (1883-1944) ، مالك داي مارو درابر في كيوتو وخريج واسيدا عام 1910 ؛
- الأدب الإحصائي في أوائل اليابان الحديثة ؛
- المواد والرسائل الحكومية المتعلقة بمؤسس الجامعة ؛
- الكتب العسكرية الصينية لعصر تشينغ ومينغ ؛
- الرياضيات الكلاسيكية اليابانية والصينية ، ولا سيما طبعات عديدة من "Jinkoki" ؛
- الكتب اليابانية في أواخر فترة إيدو ؛
- المخطوطات الأصلية لأساتذة renga ( Sōgi و Shinkei وما إلى ذلك) ؛ و
- تاريخ النظام القانوني الياباني الحديث.

خارج نظام المكتبة ، يوجد في جامعة واسيدا أيضًا متاحف بما في ذلك متحف مسرح واسيدا ، الذي يحتوي على مجموعته الخاصة. يضم معهد واسيدا لدراسات آسيا والمحيط الهادئ (جزء من المدرسة العليا لدراسات آسيا والمحيط الهادئ ) أيضًا مجموعات خاصة مهمة من المواد مثل مجموعة ما سودا حول السياسة والقانون في إندونيسيا في الخمسينيات والستينيات من القرن الماضي ومجموعة نيشيجيما حول الاحتلال الياباني لـ إندونيسيا.

## وصول
يحد نظام مكتبة جامعة واسيدا بشكل عام من الوصول إلى الطلاب وأعضاء هيئة التدريس والزملاء الباحثين وأعضاء رابطة الخريجين وأعضاء نادي أنصار واسيدا (بتبرع قدره 30000 ين). ومع ذلك ، مع خطاب تعريف من مكتبة جامعة أخرى يطلب الوصول إلى مواد معينة ، يمكن الدخول. بالإضافة إلى ذلك ، يمكن لحاملي بطاقات هوية الطالب / أعضاء هيئة التدريس من جامعة كيو وجامعة دوشيشا وجامعة هيتوتسوباشي وجامعة كانساي الوصول إلى المكتبة دون خطاب تعريف. قد يتمكن الطلاب من بعض الجامعات الأجنبية من التقدم للحصول على امتياز الوصول إذا كانت جامعة واسيدا قد وقعت اتفاقية مع تلك الجامعة ، ولكن في مايو 2014 لم تكن هناك إشارة إلى هذه الاتفاقيات على موقع مكتبة واسيدا. على سبيل المثال ، في 30 مايو 2002 ، وقع البروفيسور ميتشيتارو أورو كاوا ، مدير مكتبة جامعة واسيدا ، وأمين مكتبة جامعة كولومبيا جيمس جي نيل ، مثل هذه المذكرة التي تحدد اتفاقية بين المكتبتين للتعاون في تبادل المواد والوصول إلى المعلومات ، الإعارة بين المكتبات وتبادل الموظفين. وقعت جامعة واسيدا أيضًا اتفاقية مماثلة مع جامعة ماريلاند ، كوليدج بارك .

## روابط خارجية
- الصفحة الرئيسية لمكتبة جامعة واسيدا (بالانكليزية)
- الفهرس الإلكتروني لمكتبة جامعة واسيدا (الإنجليزية) نسخة محفوظة 28 يناير 2016 على موقع واي باك مشين.
- مقال عن الاتفاقية بين مكتبات جامعة كولومبيا وجامعة واسيدا.
- ويليام برادلي هورتون ، مواد اللغات الغربية والجنوبية الشرقية لدراسة إندونيسيا في جامعة واسيدا (2001)